# Ironoquia
Ironoquia – owad wodny z rzędu chruścików Trichoptera, z rodziny Limnephilidae. Larwy budują przenośne, lekko zagięte domki, zbudowane z detrytusu, zespojonego jedwabną przędzą. Reofil związany z ciekami okresowo wysychającymi. Przepoczwarczenie dokonuje się już w środowisku lądowym. Gatunki z tego rodzaju należą do nielicznych chruścików zasiedlających płynące wody okresowe (w Polsce tego typu siedlisko zamieszkują także chruściki z rodzaju Micropterna i Stenophylax).
Współcześnie gatunki z tego rodzaju występują w Europie i na Syberii (Ironoquia dubia) oraz w Ameryce Północnej. Za centrum powstania tego rodzaju uważa się Beringię – obszar obejmujący współczesną Syberię i Alaskę, w przeszłości stanowiący jeden kontynent.